# Apple Remote

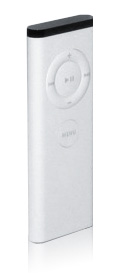
Apple Remote

Apple Remote è un telecomando ad infrarossi prodotto dalla Apple per lo sfruttamento di particolari funzioni dell'iMac G5 nella sua terza versione, il telecomando in seguito è stato fornito con i computer consumer e i portatili prodotti dalla società. Il dispositivo viene fornito anche con il set top box Apple TV. Basato sul design dell'iPod shuffle, ha solo sei bottoni ed è usato per interagire con l'applicazione Front Row, che permette di accedere ai contenuti multimediali nel computer (musica, video, foto e DVD) a distanza. L'apparecchio è stato annunciato da Steve Jobs il 12 ottobre 2005.
I sei bottoni sono: Menu, Play/Pause, Volume Up, Volume Down, Previous/Rewind e Next/Fast-forward. Il telecomando fu progettato inizialmente per interagire con Front Row sull'iMac ("Rev. C", conosciuto anche come "iSight", o più recente). Il 10 gennaio 2006, fu annunciato il MacBook Pro con supporto per l'Apple Remote. Il Mac mini con supporto Apple Remote fu annunciato il 26 febbraio 2006. Infine anche il MacBook, notebook Apple di fascia consumer, presentato al pubblico il 16 maggio 2006, ottenne il supporto Apple Remote.
L'applicazione Front Row permette di riprodurre musica dalla libreria di iTunes, di vedere video (DVD e file scaricati, per esempio, dall'iTunes Music Store) e di vedere le foto dalla libreria di iPhoto. L'Apple Remote è anche compatibile con l'iPod Hi-Fi e il Dock Universale iPod. Le funzioni per l'iPod Universal Dock permettono di riprodurre musica e media, ma il telecomando non è in grado di navigare tra i menu dell'iPod. Si può accedere alla batteria inserendo nell'angolo inferiore sinistro dello sportello un piccolo oggetto, come una graffetta: la batteria è a bottone di tipo CR2032 lithium 3.0v.

## Scorciatoie
Gli utenti possono mettere in stop gli iMac, MacBook Pro, Intel Mac Mini o iPods con Dock tenendo premuto il bottone Play/Pause dell'Apple Remote. Le periferiche possono essere "risvegliate" premendo un tasto qualsiasi del telecomando. Il telecomando può funzionare solo con un'unica periferica. Per effettuare il pairing, bisogna tenere l'Apple Remote vicino alla periferica desiderata, e poi tenendo premuti i tasti "Menu" e "Next/Fast-forward". Il pairing può essere rimosso disattivandolo dal pannello "Sicurezza" delle Preferenze di Sistema di OS X.
Il telecomando può anche essere usato per le presentazioni in Keynote.

## Compatibilità iPod
Il telecomando funziona solo con gli iPod connessi al Dock. Il telecomando non può controllare un iPod che non ha la presa o non è connesso al Dock.